# 1er Amour
Pour les articles homonymes, voir Premier Amour.
Pour plus de détails, voir Fiche technique et Distribution.
1er Amour est un film québécois réalisé par Guillaume Sylvestre. Sorti en 2013, il est librement inspiré de la nouvelle éponyme de l'auteur russe Ivan Tourgueniev écrite en 1860.

## Synopsis
Durant l'été de ses 13 ans, Antoine prend des vacances avec ses parents sur une île du Saint-Laurent. Il découvre bien tôt sa voisine de chalet, Anna, 17 ans, qui vit avec sa mère monoparentale, une ex-copine de son père. Anna tombe dans l'œil du jeune adolescent qui est au début de son éveil sexuel. Mais, à la fin de l'été, les deux seront émotionnellement transformés.

## Fiche technique
- Titre original : 1er Amour
- Titre anglais ou international : 1st Love
- Réalisation : Guillaume Sylvestre
- Scénario : Guillaume Sylvestre
- Musique : Marc Lalonde
- Décors : Jason Nardella
- Costumes : Marie-Chantale Vaillancourt
- Coiffure et maquillage : Audray Adam
- Photographie : Nathalie Moliavko-Visotzky
- Crréation sonore : Marie-Claude Gagné
- Son : Simon Brien, Bernard Gariépy Strobl
- Montage : Jean-François Bergeron, Véronique Chaput
- Production : Denise Robert, Daniel Louis
- Société de production : Cinémaginaire
- Sociétés de distribution : Les Films Séville, FunFilm (international)
- Budget : 500 000 dollars[1]
- Pays de production :  Canada
- Langue originale : français
- Format : couleur
- Genre : drame
- Durée : 81 minutes
- Dates de sortie :
  - Canada : 10 juin 2013  (première à Montréal au Théâtre Maisonneuve de la Place des Arts)[2]
  - Canada : 21 juin 2013  (sortie en salle au Québec)
  - Canada : 8 octobre 2013  (DVD)

## Distribution
- Loïc Esteves : Antoine
- Marianne Fortier : Anna
- Macha Grenon : Marie, la mère d'Antoine
- Benoît Gouin : François, le père d'Antoine
- Sylvie Boucher : Geneviève Bouchard, la mère d'Anna
- Pierre-Luc Brillant : Karl
- Jean-Alexandre Létourneau : Max
- Antoine DesRochers : Félix